# Tecuexe
Los tecuexes (significa ‘terraza de piedra’) fueron un grupo étnico perteneciente a los denominados chichimecas (término genérico creado por los mexicas) que habitaban al noreste y centro del estado de Jalisco, en la gran meseta alteña (Altos de Jalisco), eran de filiación nahuatl y hablaban una lengua del tronco lingüístico uto-azteca. 

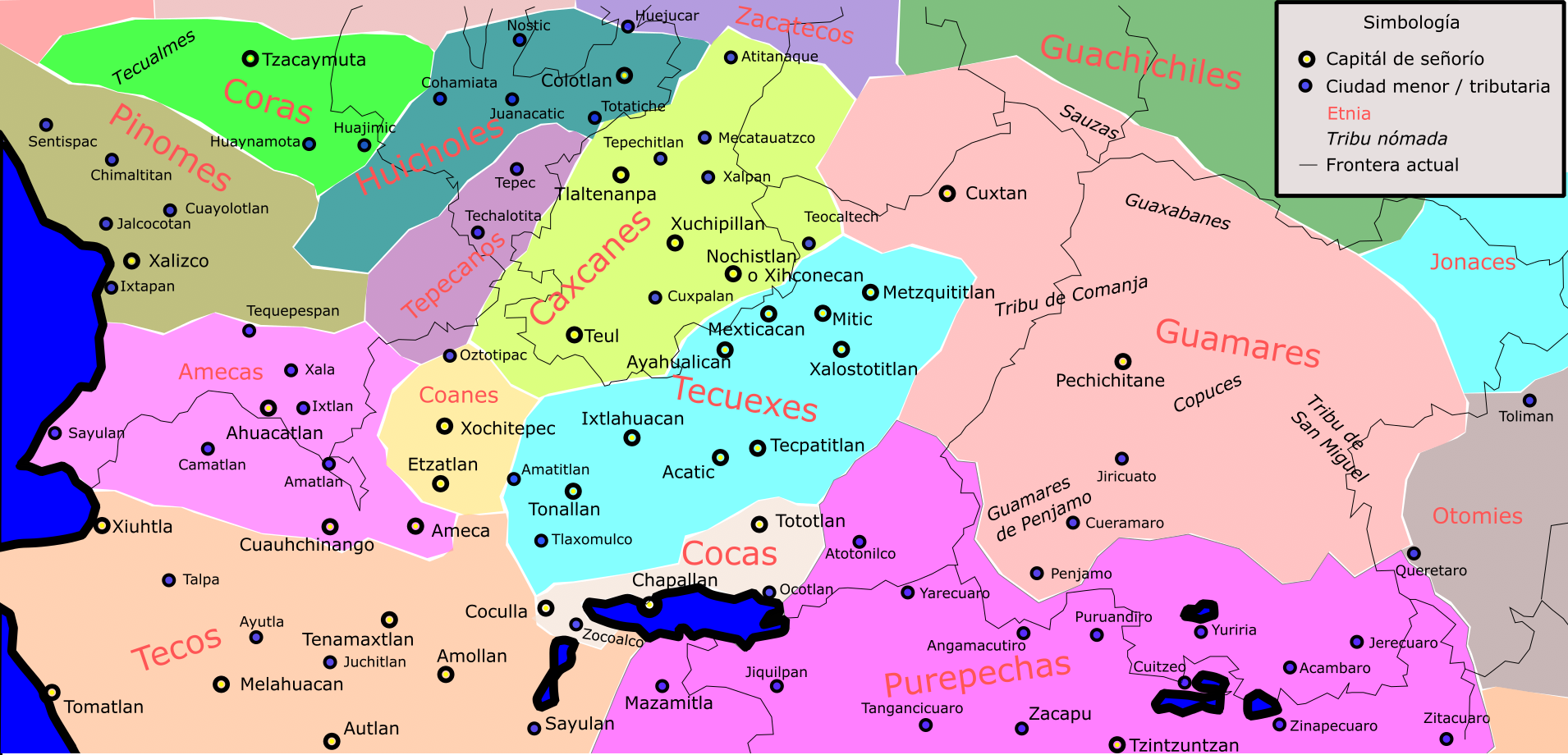

Se organizaron en varios señoríos independientes entre sí gobernados por monarcas. Su territorio colindaba al norte con los caxcanes, al noreste con los guachichiles, al este con los guamares y al sur con los tarascos y cocas.

## Historia

### Origen
Artículo principal: Lenguas uto-aztecas
Los tecuexes al ser una etnia de filiación uto azteca comparten orígenes con pueblos tales como los huicholes, tepehuanes, tarahumaras, nahuas, entre otros. La localización de origen de todos estos pueblos es ubicada en algún punto entre México y Estados Unidos, Arizona probablemente.
Se ha estimado que el proto-utoazteca o protolengua que dio lugar a la familia lingüística Uto Azteca habría existido c. 2800 a. C. Hacia el 2000 a. C. la diferenciación dialectal debía ser suficientemente alta como para considerar que la variedad norte llamada proto-yuto era diferente de la variedad sur llamada proto-sonorense.

### Período clásico mesoamericano
El Período Clásico está marcado por la consolidación del proceso urbano que se estaba gestando desde el Preclásico Tardío y posteriormente el Posclásico, lo que ocurre hacia el siglo III d. C. Durante la primera parte de esta época, Mesoamérica fue dominada por Teotihuacán. A partir del siglo VIII d. C., esta ciudad inició un largo proceso de decadencia que permitió el auge de las culturas maya, zapoteca y los llamados centros regionales del Epiclásico.
En el contexto de la región de los altos de Jalisco encontramos sitios como El Ixtepete o El Grillo, a este conjunto de sitios se les denomina Tradición Grillo, tienen la característica de haberse desarrollado entre el 350 d. C. y el 800 d. C. y posiblemente fueron gobernados por Teotihuacán después de haber llegado a la zona en el siglo III, la gran potencia militar y política en este período. Empezaron a desarrollarse después del colapso de la cultura Teuchitlan que había florecido desde el 350 a.c. al 350 d. C. en esta zona.
En el Epiclasico el poder de Teotihuacán se había acabado y se formaron diversos señoríos y gobiernos regionales.

### Período posclasico mesoamericano
En este período está caracterizado por el auge de sociedades bélicas y regímenes guerreros popularizadas por la cultura tolteca a partir del siglo X. Los tecuexes habrían empezado a tomar su identidad como pueblo a partir del siglo XI o XII, tiempo en el que se habrían diferenciado de grupos relacionados íntimamente como los caxcanes o los tecos, de manera que sus diferencias dialectales eran cada vez más grandes. En estos tiempos también se concreta el declive de sitios largamente poblados y cabeceras regionales como Teul o La Quemada, de manera que pueblos más pequeños y guerreros empezaron a tener más poder, fundando sus propios señoríos.

#### Guerra del salitre
Artículo principal: Guerra del salitre
La guerra del salitre fue un enfrentamiento bélico ocurrido en el ocaso del período posclasico. En el contexto del expansionismo purepecha, el irecha Tongaxoan decidió tomar el salitre de las riveras del lago de chapala, la cual empezó en 1480 y finalizó en 1510 con la expulsión de los purepechas de esta región.
Fueron enviados dos ejércitos desde Tzintzuntzan que intentaron anexar varias aldeas para apropiarse del salitre, un ejército fue enviado a Tonalá para intentar derrotar a Cihualpilli y el otro a Sayula, que derrotó al tlatoani Cuauhtoma en Acatlán, el cual se tuvo que retirar a Cocula. La reina de Tonalá, formando alianza con el Reino de Colliman entraron en guerra con Michhuacán, reunieron una poderosa fuerza que hizo frente y venció a los invasores. Un frente lo conformó el ejército de los colimecas, ayudado por Minotlayoca de Zapotlan, Copaya de Autlan, Citlali de Zocoalco, el otro frente provino de Tonalá comandado por el capitán Coyotl, apoyado por otros capitanes como Atoloch, Pitaloc, Pilili, Totoc y Tepotzin, los cuales derrotaron a los purepechas en Tlajomulco.

### Colonización española
Hacia el año 1523, al iniciarse la colonización, se comenzaron a fundar pueblos, villas y ciudades por disposición del rey Carlos V. En 1530, el capitán español Cristóbal de Oñate conquistó la región derrotando al imperio tarasco y todos los señoríos ubicados en el actual estado de Jalisco.
Durante la época colonial, algunos Tecuexes escribían documentos en Nahuatl. No se sabe si esto significa que Nahuatl del Occidente era su idioma o si lo aprendieron por los frailes.

Al igual que con los otros pueblos chichimecas fueron desapareciendo, esto se debe a cuatro factores que influyeron para que esto sucediera. 

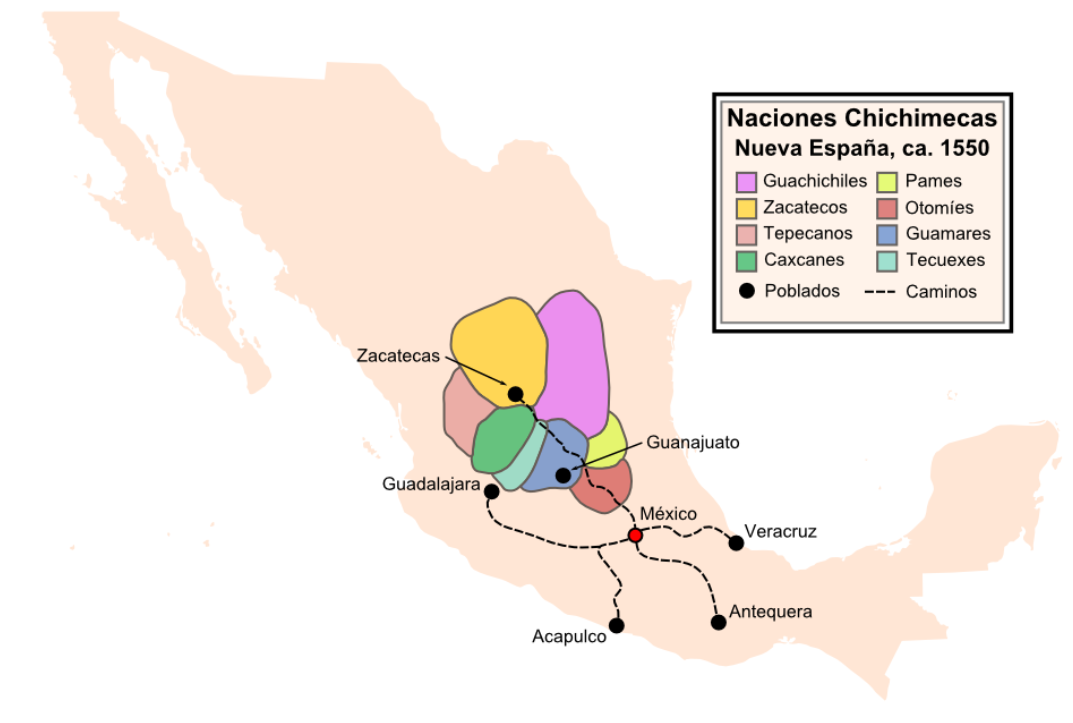
Mapa de las naciones Chichimecas hacia 1550.

El primero de estos factores fue la campaña llevada a cabo por Nuño Beltrán de Guzmán, 1529-30, en la frontera norte de Nueva España, y de la que Peter Gerhard escribió: "Guzmán, con una gran fuerza de los españoles, aliados mexicanos, y los esclavos tarasca, pasó por aquí en una campaña rápida y brutal que duró desde febrero hasta junio, 1530, la estrategia de Guzmán era aterrorizar a los indígenas con frecuencia, no provocando muerte, la tortura y la esclavitud".
El segundo factor fue la rebelión del Mixtón, 1541-1542, un intento desesperado por parte de los indígenas cazcanes por sacar a los conquistadores de Nueva Galicia. Pero la respuesta que encontraron los nativos ya nos la cuenta la historia. Ante la desesperada situación creada, el virrey Mendoza reunió un ejército para repeler el levantamiento, de 450 españoles y unos 30.000 soldados aztecas y tlaxcaltecas, que en una serie de asedios y asaltos cortos se fue adueñando de la situación y sofocando la rebelión. Esta derrota causó miles de muertes entre el bando sublevado. Peter Gerhard cuenta al respecto: "miles fueron expulsados de las cadenas a las minas, y muchos de los supervivientes (en su mayoría mujeres y niños) fueron transportados desde sus lugares de origen para trabajar en granjas y haciendas españolas".
El tercero de estos factores fue la Guerra Chichimeca, la guerra de guerrillas que continuó hasta la última década del siglo XVI, participando en ella indios chichimecas en defensa de sus tierras en Zacatecas, Guanajuato, Aguascalientes y el norte de Jalisco. La Guerra Chichimeca dio comienzo en 1550, como respuesta al movimiento de fronteras que se fue dando a medida que los españoles entablaban nuevas relaciones y alianzas con grupos indígenas amistosos.
Por último, la cuarta causa, fueron las enfermedades contagiosas las que causaron estragos entre la población nativa americana. Durante el primer siglo de conquista, los indígenas de México sufrieron 19 grandes epidemias, viruela, difteria, gripe, fiebre escarlatina, sarampión, fiebre tifoidea, paperas, influenza y cocoliztli. Peter Gerhard estimó que para 1520, la población nativa de la Nueva Galicia era de 855.000 personas.

## Ubicación y territorio
Los tecuexes se ubicaban en la región denominada los altos de Jalisco, abarcando desde el territorio de la actual ciudad de Guadalajara hacia el noreste hasta Lagos de Moreno extendiéndose a lo largo de la cuenca del Río Verde en el actual estado de Jalisco.

## Sociedad y cultura

### Lengua
Artículo principal: Idioma tecuexe
La lengua tecuexe era un dialecto del nahuatl, contenía muchos préstamos lingüísticos también del purepecha. Se conserva un documento de 1618 del pueblo de Xalostotitlan llamado Ytechcopa timoteilhuia yn tobicario, donde se puede observar el tipo de nahuatl hablado en la zona, un tipo de nahuatl de occidente o nahuatl de la periferia occidental que se caracteriza por realizar el plural del verbo con el sufijo -lo, en vez de un saltillo como en el nahuatl clásico, además pluraliza todos los sustantivos con el sufijo -me sin distinción (Ejemplo: teupizquime - sacerdotes), a diferencia del nahuatl central cuyo plural sería teopixqueh. 

### Tlatoanazgos
Este grupo étnico no era una nación homogénea sino que se dividía en varios señoríos, cada uno con su tlahtoani correspondiente. Esta forma de gobierno era típica en Mesoamérica, siendo constituida por el cabeza de gobierno llamado tlahtoani, además de un consejo llamado tlahtol o huehuetlahtolli con representantes de cada uno de los barrios o calpolli, en caso de tener altepetl tributarios también se consideraba un representante de estas urbes. Estos representantes comúnmente eran nobles o pipiltin.
A la llegada de los españoles existían los siguientes señoríos:
| Señorío       | Tlahtoani               |
| ------------- | ----------------------- |
| Tonallan      | Cihualpilli Tzapotzinco |
| Acatic        | Xiconaque               |
| Ixtlahuacan   |                         |
| Tecpatitlan   | Mapelo (Mapilli)        |
| Ayahualican   |                         |
| Xalostotitlan |                         |
| Mexticacan    |                         |
| Mitic         |                         |
| Metzquititlan |                         |

### Costumbres
De su forma de vida se sabe que vivían en zonas cercanas a los ríos para aprovechar todas las ventajas que les ofrecían los cauces, pero construían pirámides en lo alto de cerros ya sea para defenderse o como centro ceremonial. Los tecuexes pescaban, cazaban, recolectaban frutos silvestres y cultivaban frijol y maíz. Eran habilidosos en artesanías, carpintería y en sonidos musicales que no necesitaban de instrumentos complejos.
Tonallan fue la ciudad Tecuexe más grande, en ella vivían miles de personas, a la llegada de los españoles este reino era gobernado por una mujer Cihualpilli Tzapotzinco.
Los tecuexes eran grandes guerreros, cuando entraban en la guerra daban un alto y fuerte grito que asustaba a sus oponentes, el sonido era tan estremecedor que parecía que se abriría el cielo. Los guerreros tecuexes tenían feroces tatuajes en la cara, bandas negras horizontales al nivel de los ojos.
Tenían centros de gobierno o cacicazgo importantes, que tenía su propia ley, idioma, religión y reglas de convivencia. La sociedad formaba 3 castas: la sacerdotal que gobernaba a la población como los chamanes, sacerdotes, sanadores o curanderos que eran dueños del conocimiento sobre plantas y rituales; la militar en quien descansaba el poder consultivo del gobierno y las posibles batallas a enfrentar; y la Popular, donde recaían las actividades diarias como la agricultura, la alfarería, etc.
El hombre tecuexe solía cubrirse con mantas que echaba sobre sus hombros, unidos en varias partes y dejando una abertura para la cabeza, acostumbraban a traer plumas en los arcos de las jaras aseguradas por vistosos cordones teñidos de vivos colores y que eran adornados con ramas de ahuehuete. Eran de estatura un poco más alta que otras tribus, con más tradiciones culturales, más valerosos y más temibles.
La mujer tecuexe socialmente tenían los mismos privilegios que los hombres: intervenían en los consejos del pueblo, conocían el manejo de las armas y eran llamadas a la guerra si era necesario, de acuerdo a los datos eran muy temidas por los españoles pues sus gritos eran muy estridentes y su eco recorría gran parte de la barranca. Eran afanosas y diligentes en los trabajos agrícolas, además eran artistas en la alfarería, en el arte de hilar y de tejer algodón.

Los pobladores tecuexes bailaban texturas monorrítmicas formando círculos al son del teponahuaste (teponaztli), una especie de castañuelas de piedra negra muy sonora y un tipo de cascabeles que colocaban en el cuello y los tobillos; su baile era una constante persecución (caminata) que escenificaba sus más recientes luchas.

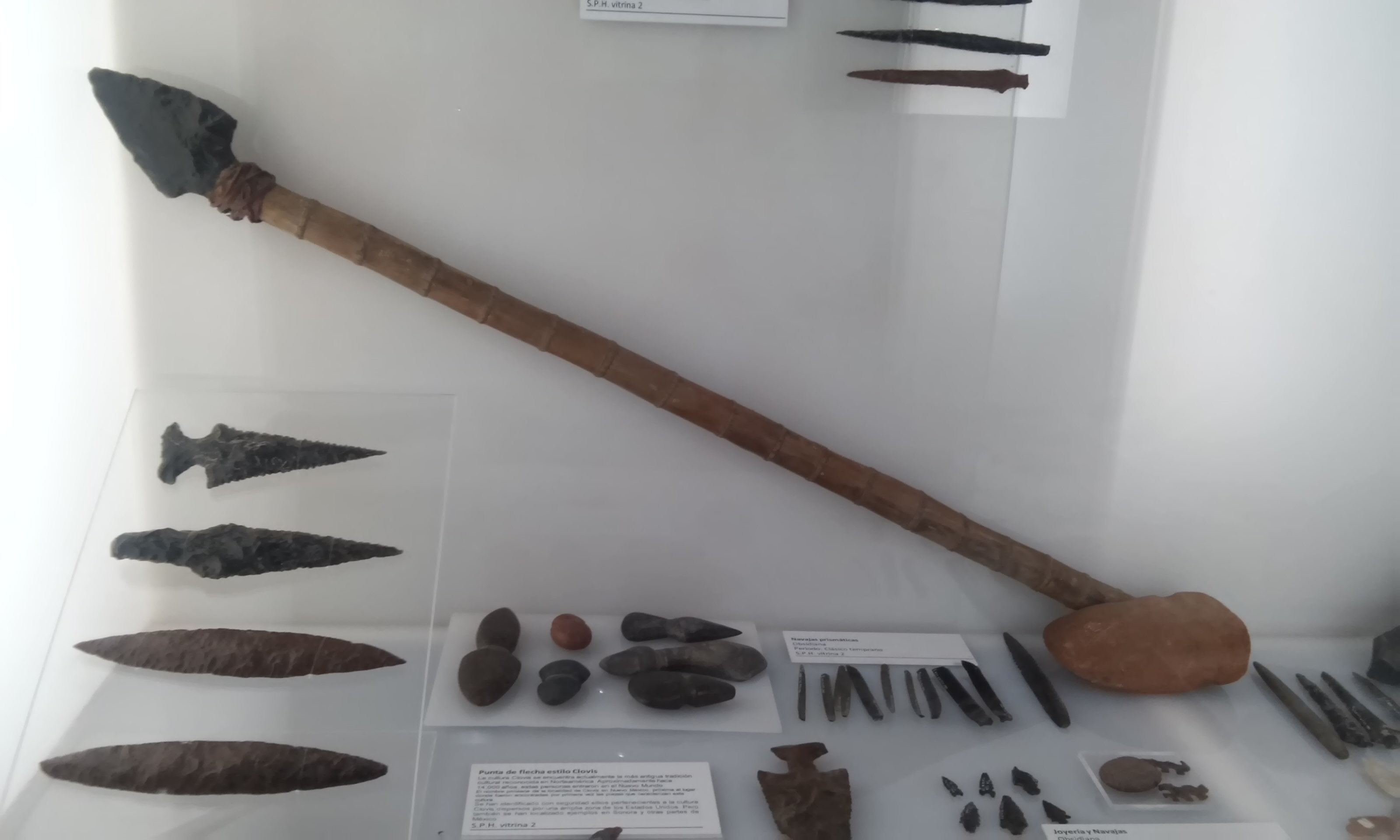
Puntas proyectil de tecuexes de Tepatitlán

A diferencia de otros pueblos indígenas de aquella época, los tecuexes no tuvieron grandes lujos como aquellos que construyeron grandes pirámides o que trabajaban materiales como el oro para sus indumentarias, no obstante, gozaban de una excelente organización que permitía que toda la población pudiese disfrutar de los beneficios de su pueblo. Existen varios centros arqueológicos que a pesar de estar en estados de conservación deplorable, dan pauta sobre el estilo de vida que llevaron los tecuexes antes de la conquista.